# 柏拉奇二世
教宗貝拉二世（拉丁語：Pelagius PP. II；？—590年）原名不詳，於579年11月26日至590年2月7日在位為教宗。

## 譯名列表
- 见教宗柏拉奇一世